# Iron Rail Book Collective
Iron Rail Book Collective – kolektyw prowadzący bibliotekę i księgarnię anarchistyczną w Nowym Orleanie w Luizjanie. Głównym celem infoshopu była wypożyczalnia książek na takie tematy jak anarchizm i socjalizm, beletrystyka, ogrodnictwo i filozofia. The Iron Rail sprzedawała również płyty, ziny, lokalne płyty CD i trochę różności. W ramach imprez organizowanych w Iron Rail odbywały się warsztaty i prezentacje sztuki. W lokalu znajdowała się również biblioteka Above Ground Zine Library z wyborem tysięcy zinów, niektórych bardzo rzadkich.

## Lokalizacja
Pierwotny adres Iron Rail to 511 Marigny Street od 2003 do 2011, w budynku zwanym „Arką”. Cały budynek został wysiedlony przez Policję Nowego Orleanu w marcu 2011. Zmusiło to do tymczasowego zamknięcia Iron Rail, a także Plan-B New Orleans Community Bike Project i Hasbin Wilby's Recycled Art Supplies. W oświadczeniu kolektyw stwierdził, że powodem natychmiastowego zamknięcia były „domniemane naruszenia kodeksu i pozwoleń”. Iron Rail twierdziło, że wszystko jest pod kontrolą, a ponieważ jest organizacją nienastawioną na zysk, wnioskowane pozwolenia nie są potrzebne. Kolektyw przeniósł się wówczas na ulicę Barracks 503, gdzie pozostał do lutego 2014. Po tym czasie w różnych miejscach Nowego Orleanu okazjonalnie pojawiały się wersje pop-upowe księgarni.

## Opis
W Iron Rail znalazł się dział książek politycznych i underground’owych na sprzedaż. Tematyka obejmowała feminizm, anarchizm, ekologię i prymitywizm, więzienia i policję, badania rdzennych Amerykanów, walkę o pracę, globalizację, wyzysk kapitalistyczny i subkultury. Był też wybór taniej używanej beletrystyki. Biblioteka Above Ground Zine znalazła dom w Iron Rail po tym, jak huragan Katrina zniszczył magazyn punkowy przy ulicy Banks. Robb Roemershauser przeniósł setki rzadkich zinów i kontynuował konserwację kolekcji w Iron Rail.
Biblioteka zawierała ponad 5 000 tytułów. Występowały dwa rodzaje członkostwa w bibliotece, jedno dla mieszkańców, drugie dla nierezydentów. Biblioteka była pierwszym projektem, który został ponownie otwarty po huraganie Katrina.
Iron Rail była prowadzona przez grupę wolontariuszy antypolicyjnych, którzy wspólnie przedstawili model nieautorytarnej struktury organizacyjnej. Oprócz tego, że była biblioteką i księgarnią, Iron Rail  była także centrum radykalnego aktywizmu w Nowym Orleanie. Regularnie odbywały się w nim wykłady, rozmowy, dyskusje i prezentacje różnych podróżników, a także było to miejscem spotkań wielu innych grup. Kimya Dawson zagrała na beneficie dla Iron Rail.